# Girolamo Abos
Girolamo Abos (italienisch Avossa, auch Abossa, Avos und Avosso; * 16. November 1715 in Valletta; † Oktober 1760 in Neapel) war ein maltesischer Komponist der Neapolitanischen Schule.

## Leben
Girolamo Abos ging 1725 nach Neapel. Er erhielt seine Ausbildung ab 1729 am Conservatorio dei Poveri di Gesù Cristo in Neapel. Seine Lehrer waren  Ignazio Prota und Francesco Feo. Er studierte auch bei Gaetano Greco, Gerolamo Ferraro, Leonardo Leo und  Francesco Durante. Seine erste Oper Le due zingare simili wurde 1742 am Teatro Nuovo in Neapel aufgeführt. Abos war seit 1742 Musiklehrer in verschiedenen Konservatorien Neapels. Im Oktober desselben Jahres wurde er „maestro aggiunto“ [Stellvertretender Lehrer] von Ignazio Prota am Conservatorio di Sant’Onofrio a Porta Capuana. 1748 starb Prota. Bis zu seinem Tod war er Gesangslehrer am Conservatorio. Von 1742 bis 1743 war er „secondo maestro“ neben Francesco Feo bei den Poveri di Gesù Cristo. 1743 Stellvertreter von Ignazio Prota, Leonardo Leo und Durante am Conservatorio di Sant’Onofrio a Porta Capuana. 1749 wurde er Kapellmeister und Organist an der Metropolitankirche in Neapel. Kurz nach der Uraufführung des Tito Manlio 1751 heiratete er Angela Gautier. 1754 „secondo maestro“ am Conservatorio della Pietà dei Turchini.1756 reiste er als Cembalist nach London und wurde „Maestro al cembalo“ am italienischen Theater. 1759 gab er seine Unterrichtstätigkeit auf. Abos wirkte auch als Kapellmeister an verschiedenen Kirchen Neapels.
Unter seinen Schülern waren Giovanni Paisiello, Niccolo Piccinni und Benigno Zerafa. Seine Werke wurden mit unterschiedlichem Erfolg europaweit aufgeführt, so 1756 sein Tito Manlio in London.

## Werke

### Opern
- Le due zingare simili, opera buffa. Libretto: Antonio Palomba, 1742, Neapel
- Il geloso, commedia. Libretto: Antonio Palomba, Frühjahr 1743, Napoli, Teatro dei Fiorentini
- Le furberie di Spilletto. Karneval 1744, Florenz, Teatro del Cocomero
- La serva padrona. Libretto: A. Federico, Karneval 1744, Neapel
- La moglie gelosa. 1745, Neapel, Teatro die Fiorentini
- Adriano in Siria. Libretto: Pietro Metastasio, 1746, Florenz, Teatro alla Pergola
- Artaserse. Libretto: Pietro Metastasio, Karneval 1746, Venedig, Teatro San Giovanno Crisostomo[5]
- Alessandro nelle Indie. Libretto: Pietro Metastasio, 1747, Ancona, Teatro La Fenice Juli 1747, Lucca, 1750[6] OCLC 658803870
- Pelopida. Libretto: Gaetano Roccaforte, 1747, Rom, Teatro Argentina, OCLC 658804005
- Arianna e Teseo. Libretto: Pietro Pariati, 1748, Rom, Teatro delle Dame. Venedig, Teatro San Giovanno Crisostomo[7]
- Andromeda liberata. 1750, Wien
- Tito Manlio. Libretto: Gaetano Roccaforte (?), 30. Mai 1751, Neapel; 1756, London, Italienisches Theater, OCLC 658804073[8]
- Erifile. Libretto: Giovanni Battista Neri, 1752, Rom, OCLC 658803948
- Lucio Vero, o sia Il Vologeso, 1752, Teatro San Carlo in Neapel[4]
- Medo. Libretto: Carlo Innocenzo Frugoni. 1753, im Regio Teatro in Turin[9][10]
- zusammen mit Ferdinando Bertoni und Gioacchino Cocchi: Creso, Libretto: 1. April 1758 in London[1]

### Oratorien
- La morte d’Abel. (Libretto: Pietro Metastasio, 1754, Palermo)

### Kirchenmusik
- Benedictus dominus deus Israel in G-Dur für zwei Soprane, Alt, Tenor, Bass, zwei Oboen, zwei Hörner, zwei Violinen und Bass. I Grazioso II Maestoso III Tempo giusto IV Andante[11][12]
- Dixit dominus für 2 Oboen, 2 Hörner, 2 Violine, Violoncello Chor & Orgel der 110. Psalm. I. Dixit Dominus II. Virgam virtutis. III. Tecum. IV. Juravit Dominus. V. Tu es sacerdos. VI. Dominus. VII. Judicabat. VIII. Implebit. IX. De torrente. X. Gloria. XI. Sicut erat.Herausgegeben von Thomas J. Martino. nach einer Quelle in der Biblioteca del Conservatorio di Musica San Pietro a Majella di Napoli. New York, Mannheim Editions, 2015 OCLC 917500511
- Kyrie. In: Caecilia, I, 6. Nr. 2. Berlin, T. Trautwein, 1820, OCLC 605919131
- Gloria. In: Caecilia, I, 6, S. 333. OCLC 257502081
- Litaniae della Beata Vergine in g-Moll für  Sopran, Alt, 2 Violinen & Basso continuo. Herausgegeben von Thomas J. Martino. Frankfurt, Garri Editions, 2008. Nach einer Quelle in der Diözesanbibliothek, Münster, Santini Collection. OCLC 228414761
- Magnificat anima mea a 4 in B-Dur, für zwei Hörner, zwei Violinen, Viola, Sopran, Alt, Tenor, Bass und Basso continuo[13][12]
- Messa a due chori, Kyrie und Gloria[12]
- Missa in G für 2 Tompeten, 2 Violinen, Violoncello, Pauken, Chor und Orgel continuo. Herausgegeben von Thomas J. Martino. Nach einer Quelle in der Biblioteca del Conservatorio di Musica San Pietro a Majella di Napoli. New York, Mannheim Editions, 2015. OCLC 927292978
- Stabat mater. Herausgegeben von Joseph Vella Bondin. A-R Editions, 2003, ISBN 978-0-89579-531-1

### Arien und Duette
- Ancor che scorge e vede für Sopran, zwei Violinen, Viola und Bass[14]
- Belle luci che accendete [Schöne Lichter, die angezündet] für Sopran, zwei Violinen, Viola und Bass[15]
- Chi a giorni suoi nemica für Sopran, zwei Violinen, Viola und Bass[16]
- Non pensar bell'idol mio für zwei Soprane, zwei Violinen, Viola und Bass[17]
- Pensa ben mio chi sei pensa che fido io t’amo für Sopran, zwei Violinen, Viola und Bass[18]
- Tortorella innamorata  für Sopran, zwei Violinen, Viola und Bass[19]
- Se m’accende, in D-Dur für Sopran, zwei Oboen, zwei Hörner, zwei Violinen, Viola und Bass[20]
- Si meste di luci für Sopran Violine und Basso continuo[21]
- Va’ fuggi infido ingrato für Sopran, zwei Oboen, zwei Violinen, Viola und Bass[22]

## Einspielungen
- Benedictus Dominus Deus Israel. Mailys de Villoutreys, Sopran. Zoë Brown, Sopran. Myriam Arbouz, Alt. George Pooley, Tenor. Mauro Borgioni, Bass. Kölner Akademie. Ltg.: Michael Alexander Willens. In: A Maltese Christmas. CPO 2015. Kooperation mit Deutschlandradio.
- Dixit dominus. Gillian Zammit, Sopran. Claire Massa, Mezzosopran. Joseph Aquilina, Tenor. Anthony Montebello, Bass. Jubal Mixed Voice Choir. Jubal Orchestra. Ltg.: Rev. John Galea OCLC 811644916
- Magnificat. Kölner Akademie. Ltg.: Michael Alexander Willens. In: A Maltese Christmas. CPO 2015. Kooperation mit Deutschlandradio
- Messa a due chori. Mailys de Villoutreys, Sopran. Zoë Brown, Sopran. Myriam Arbouz, Alt. George Pooley, Tenor. Mauro Borgioni, Bass. Kölner Akademie. Ltg.: Michael Alexander Willens. In: A Maltese Christmas. CPO 2015. Kooperation mit Deutschlandradio